# Ingelfingen

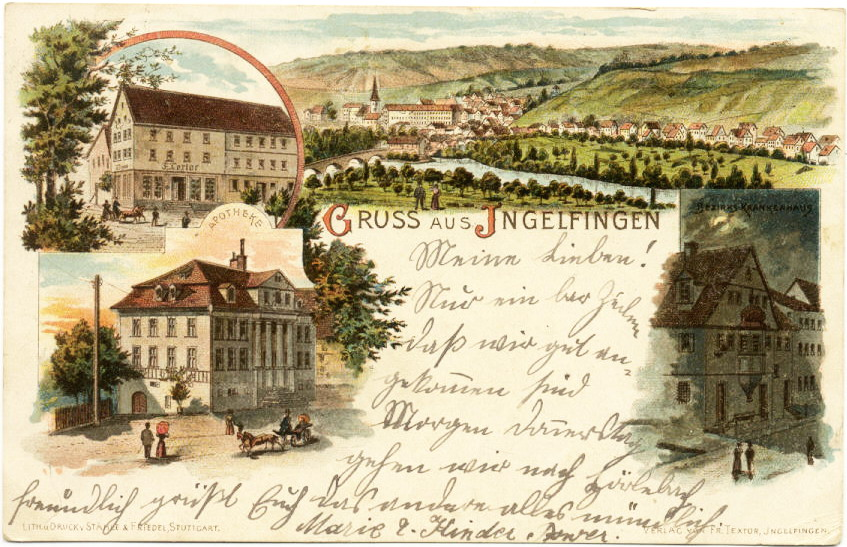
Ingelfingen 1906

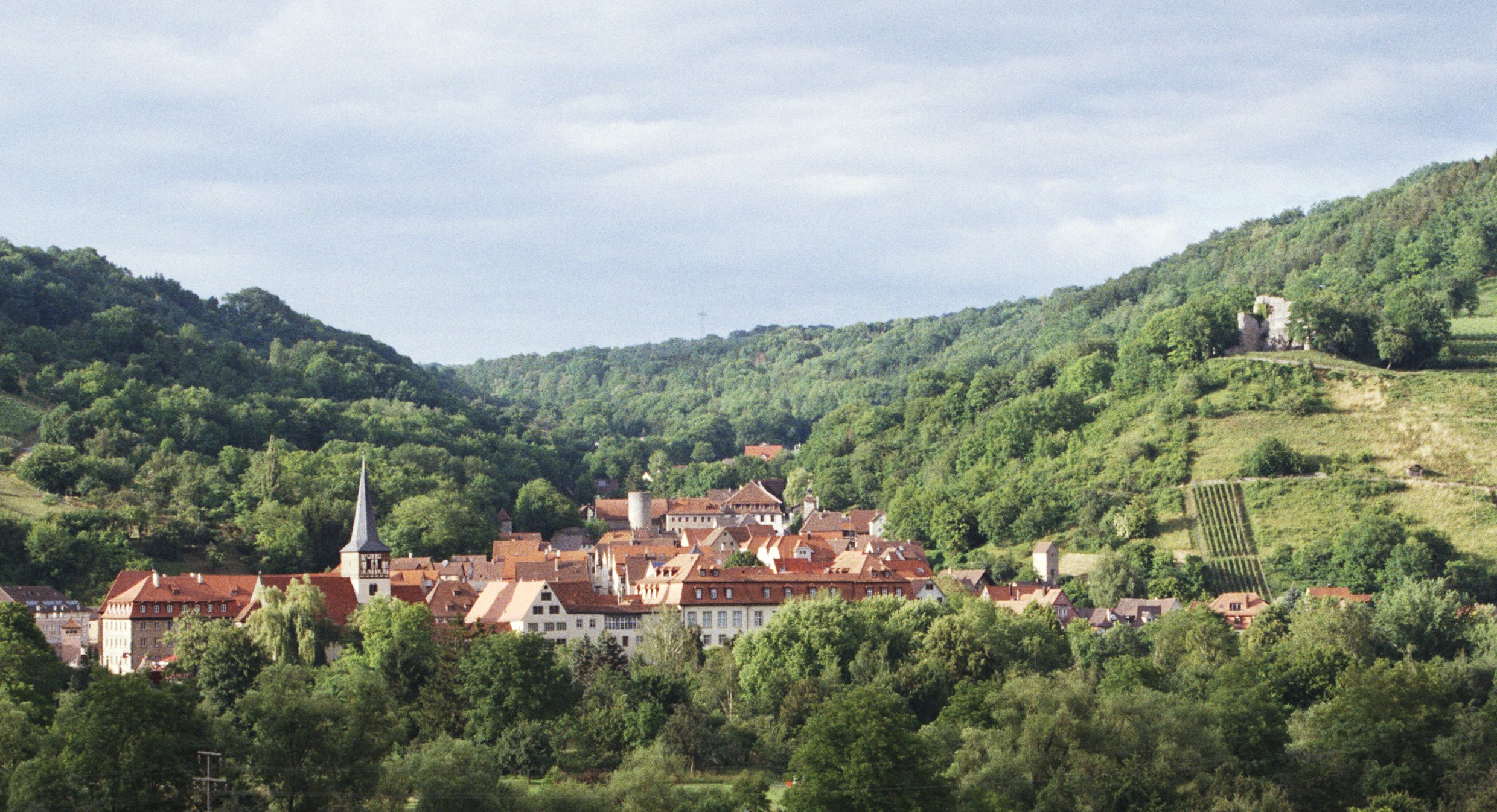
Ingelfingen und Ruine Lichteneck vom Nordhang aus gesehen

Die Stadt Ingelfingen ist ein staatlich anerkannter Erholungsort im Hohenlohekreis im fränkisch geprägten Nordosten Baden-Württembergs. Sie gehört zum Regionalverband Heilbronn-Franken (bis 20. Mai 2003 Regionalverband Franken). Sie liegt am unteren Kocher, über 35 Kilometer nordöstlich von Heilbronn und etwa drei Kilometer nordwestlich von Künzelsau (jeweils Luftlinie).

## Geographie

### Geographische Lage
Die Kernstadt Ingelfingens liegt am flachen Nordbogen im etwa 190 m tief eingeschnittenen Tal des Kochers zwischen Künzelsau und Forchtenberg. Der Schulklingenbach zieht in südsüdöstlicher Richtung durch die Altstadt und mündet dann von rechts in den Fluss; auf halber Höhe auf dem Mündungssporn liegt die Burgruine Lichteneck. Die alten Siedlungsteile des Ortes liegen in fast 300 Meter Abstand vom nördlichen Flussufer am Übergang von der Kocheraue zum rechten Hangfuß und ziehen sich ein gutes Stück ins Klingental hoch; neuere füllen flussaufwärts die ganze Breite der Aue unter dem Hohenberg oder liegen südlich des Flusses am Anstieg zum Mühlberg.
Der Stadtteil Criesbach liegt einen guten Kilometer flussabwärts in einer Lage analog der Altstadt vor einem kleineren Klingenzulauf von Norden und am Beginn einer großen rechten Talweitung, die sich jenseits der Stadtgrenze zu Niedernhall noch fortsetzt. Südlich des Kochers gehört auf der Hochebene der Ort Lipfersberg zu Ingelfingen, ebenso zwei Wohnplätze gegenüber von Künzelsau-Nagelsberg: Scheurachshof im Tal bzw. an dessen linkem Hang der Kocherstein.
Der größte Teil des Stadtgebietes liegt jedoch auf der von flachen Talverläufen gegliederten Hochfläche nördlich des Kochers. Auf dieser Hochebene sind etliche kleinere Höfe und Weiler verstreut. Die bedeutenderen Ansiedlungen liegen in Seitentälern des Kochers und der Jagst: Hermuthausen etwa 6 km ostnordöstlich von Ingelfingen am oberen Österbach, der über den Deubach in den Kocher entwässert, jenseits eines Zipfels Künzelsauer Gebietes, sowie Weldingsfelden etwa anderthalb Kilometer nördlich davon am Abhang zum Forellenbach, der geradewegs nördlich nach Dörzbach-Hohenbach zur Jagst strebt. Stachenhausen, Dörrenzimmern und Eberstal folgen einander westlich davon im Tal des zur Jagst bei Schöntal-Marlach ziehenden Sindelbachs. Diebach liegt wenig entfernt von Eberstal ebenfalls an der westlichen Stadtgrenze, jedoch im oberen Tal des Langenbachs, der südlich zum Kocher bei Weißbach fließt.
Die südliche Hochebene um Lipfersberg erreicht an der südlichen Stadtgrenze eine Höhe von 412,7 m ü. NN, die viel größere nördliche bei Weldingsfelden 429,3 m ü. NN. Der Kocher bildet die Tiefenachse des Stadtgebiets, er fließt auf ungefähr 207 m ü. NN ein und verlässt Ingelfingen wenig unterhalb von 200,6 m ü. NN.

### Klima
|                        | Jan  | Feb  | Mär  | Apr  | Mai  | Jun  | Jul  | Aug  | Sep  | Okt  | Nov  | Dez  |   |       |
| Mittl. Temperatur (°C) | 1,4  | 2,5  | 5,6  | 10,0 | 13,4 | 17,8 | 19,9 | 19,9 | 14,9 | 10,2 | 5,5  | 3,3  | ⌀ | 10,4  |
| Mittl. Tagesmax. (°C)  | 4,0  | 6,5  | 10,4 | 16,2 | 19,4 | 23,7 | 26,1 | 26,2 | 20,8 | 14,6 | 8,8  | 5,9  | ⌀ | 15,3  |
| Mittl. Tagesmin. (°C)  | −1,3 | −0,9 | 1,3  | 4,0  | 7,7  | 12,2 | 13,6 | 14,2 | 9,8  | 6,4  | 2,5  | 0,9  | ⌀ | 5,9   |
|                        |      |      |      |      |      |      |      |      |      |      |      |      |   |       |
| Niederschlag (mm)      | 79,0 | 63,1 | 58,5 | 39,2 | 81,4 | 67,1 | 44,9 | 61,6 | 45,1 | 52,6 | 62,9 | 73,7 | Σ | 729,1 |

| −1,3 |

| −0,9 |

| 1,3 |

| 4,0 |

| 7,7 |

| 12,2 |

| 13,6 |

| 14,2 |

| 9,8 |

| 6,4 |

| 2,5 |

| 0,9 |

| −1,3 |

| −0,9 |

| 1,3 |

| 4,0 |

| 7,7 |

| 12,2 |

| 13,6 |

| 14,2 |

| 9,8 |

| 6,4 |

| 2,5 |

| 0,9 |

Der Deutsche Wetterdienst betreibt in Ingelfingen im Ortsteil Stachenhausen eine Wetterstation. In Ingelfingen herrscht, wie in einigen Teilen Baden-Württembergs, ozeanisches Klima (nach Köppen-Geiger-Klassifikation Cfb), jedoch mit kontinentalen Einflüssen. Die Jahresdurchschnittstemperatur im Zeitraum 2015–2020 beträgt 10,4 °C, wobei der Januar mit 1,4 °C der kälteste und der Juli/August mit 19,9 °C der wärmste Monat des Jahres ist. Der Jahresniederschlag beträgt 729,1 l/m², wobei der April der trockenste und der Mai der feuchteste Monat ist. Die Region war durch lange Hitzeperioden mit wenig Niederschlag in den letzten Jahren von teilweise starken Dürren betroffen (z.B 2018). Im etwa 170 m tiefer gelegenen Hauptort Ingelfingen am Kocher ist anzumuten, dass besonders die Temperaturmaxima deutlich höher sind als auf der Ebene, wodurch vermutlich ein fast subtropisches Klima herrscht. Aufgrund dieser Gegebenheiten wird schon lange Weinbau in Ingelfingen betrieben.

### Stadtgliederung
Ingelfingen hat neben der Kernstadt noch sieben Stadtteile: Criesbach, Diebach, Dörrenzimmern, Eberstal, Hermuthausen, Stachenhausen und Weldingsfelden.
| Wappen unbekannt     | - Zu Criesbach das Dorf Criesbach mit den abgegangenen Ortschaften Braunsberg und Webern. | Criesbach (2018)                                                     |
| Wappen unbekannt     | - Zu Diebach das Dorf Diebach und die abgegangene Ortschaft Oberdiebach. | Kleinviehstall aus Diebach im Hohenloher Freilandmuseum Wackershofen |
| Wappen Dörrenzimmern | - Zu Dörrenzimmern das Dorf Dörrenzimmern, der Wohnplatz Hochholzhöfe, sowie die abgegangenen Ortschaften Baumgarten, Schmachtenberg, Stralenberg, Teile des ehemaligen Orts Velenweiler und Weipretsthal.                                                                                   |                                                                      |
| Wappen unbekannt     | - Zu Eberstal das Dorf Eberstal. |                                                                      |
| Wappen Hermuthausen  | - Zu Hermuthausen das Dorf Hermuthausen. |                                                                      |
| Wappen Ingelfingen   | - Zu Ingelfingen die Stadt Ingelfingen, die Wohnplätze Bobachshof, Bühlhof, Jägerhaus, Kocherstein, Lipfersberg und Scheurachshof, sowie die abgegangenen Ortschaften Bongarten, Schönbronn und Vogelsang.                                                                                   | Scheurachshof (2017)                                                 |
| Führt kein Wappen    | - Zu Stachenhausen der Weiler Stachenhausen (früherer Teilort der Gemeinde Dörrenzimmern). |                                                                      |
| Wappen unbekannt     | - Zu Weldingsfelden das Dorf Weldingsfelden, der Weiler Eschenhof, sowie die abgegangenen Ortschaften Untereschach, Obereschach und Teile des ehemaligen Orts Velenweiler. Der Name Velenweiler blieb als Flurnam erhalten und wurde auf das neu dort angesiedelte Gewerbegebiet übertragen. |                                                                      |

### Flächenaufteilung
Nach Daten des Statistischen Landesamtes, Stand 2014.

## Geschichte

### Bis zum 19. Jahrhundert
Das erste Mal urkundlich erwähnt wurde Ingelfingen im Jahre 1080. Während der Zeit der Stammesherzogtümer lag der Ort im Herzogtum Franken. Schon 1302 wurde Ingelfingen als Oppidum bezeichnet, war somit ein befestigter Ort mit allen damit verbundenen Rechten einer Stadt. 1323 verlieh König Ludwig dem Ort das Marktrecht. 1556 wurde Ingelfingen im Zuge der Reformation evangelisch. Im Dreißigjährigen Krieg hatte die Stadt unter vielen Seuchen- und Truppendurchzügen schwer zu leiden. Zwischen 1701 und 1805 hatten hier die Grafen und seit 1764 Fürsten zu Hohenlohe-Ingelfingen ihre Residenz, was dem Ort durch die Ansiedlung von Handwerkern eine wirtschaftliche Blüte bescherte. Hierbei trat insbesondere Fürst Friedrich Ludwig hervor. 1806 gingen alle sieben Orte auf der heutigen Gemarkung im Königreich Württemberg auf. 1809 kamen sie zum neu gegründeten Oberamt Ingelfingen, welches 1811 in das Oberamt Künzelsau umgewandelt wurde. Seit 1892 förderte die Gründung der Weingärtnergenossenschaft Ingelfingen, Vorläuferin der heutigen Kochertalkellerei, den Weinbau. Im 19. Jahrhundert fand man bei der Suche nach Steinkohle Salzwasser mit großer Heilwirkung. Dieses ist seit 1994 durch einen Brunnen im Kurgarten für den privaten Gebrauch nutzbar.

### Gebietszugehörigkeit und Eingemeindungen
Ab 1938 gehörte Ingelfingen zum neu formierten Landkreis Künzelsau, im Zuge der Kreisreform 1973 seither zum Hohenlohekreis.
- 1. Januar 1972: Criesbach, Diebach, Dörrenzimmern, Hermuthausen und Weldingsfelden[9]

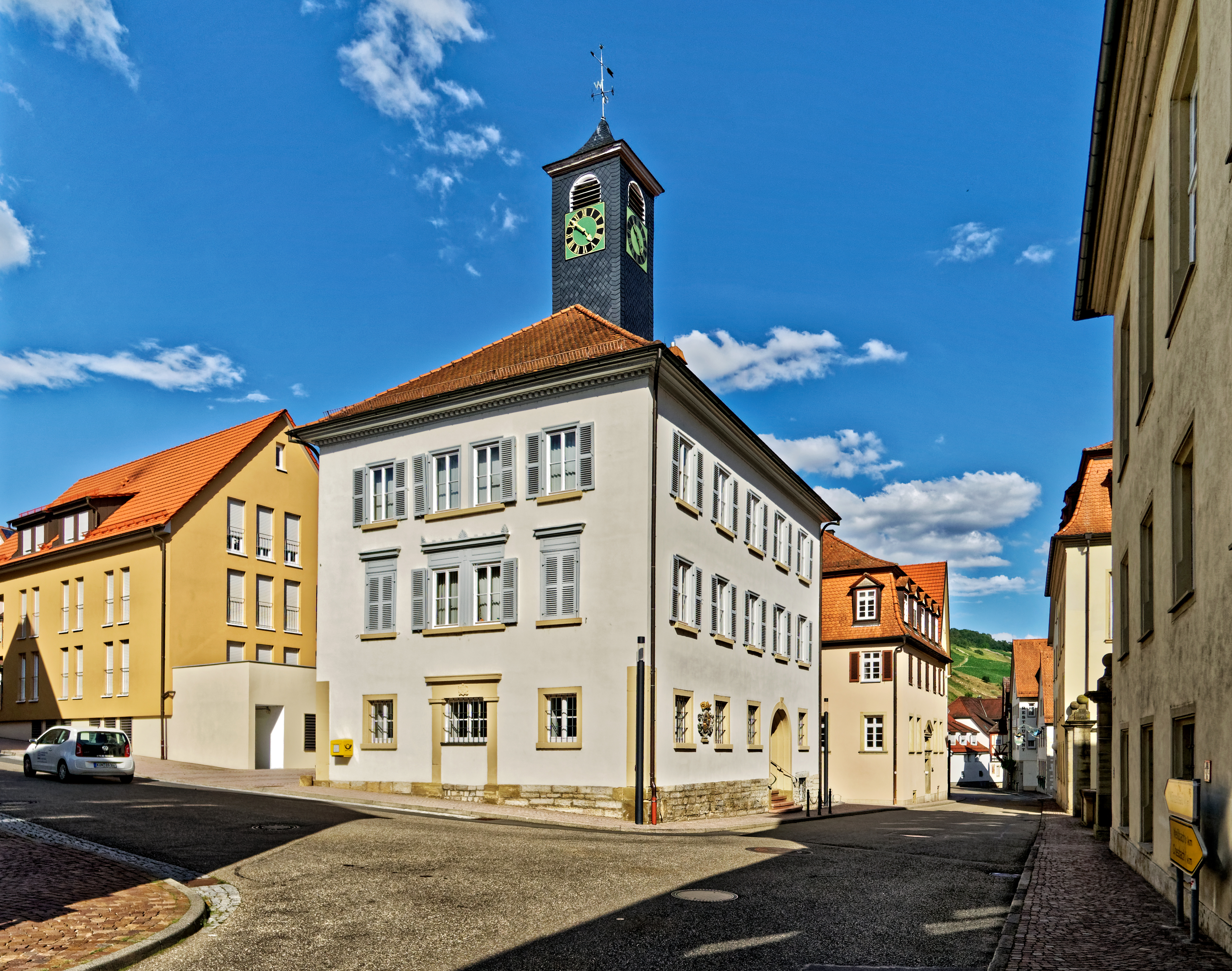
Das Rathaus von Ingelfingen

- 1. September 1973: Eberstal[10]

## Politik

### Gemeinderat
Der Gemeinderat in Ingelfingen hat 18 Mitglieder. Er besteht aus den gewählten ehrenamtlichen Gemeinderäten und dem Bürgermeister als Vorsitzendem. Der Bürgermeister ist im Gemeinderat stimmberechtigt. 
Die Kommunalwahl am 9. Juni 2024 führte zu folgendem Endergebnis. 
| Parteien und Wählergemeinschaften | Parteien und Wählergemeinschaften           | % 2024  | Sitze 2024 | % 2019 | Sitze 2019 |
| FW                                | Freie Wählervereinigung Ingelfingen         | 56.86   | 10         | 40.21  | 7          |
| UB                                | Unabhängige Bürgerliste                     | 43.14   | 8          | –      | –          |
| CDU                               | Christlich Demokratische Union Deutschlands | –       | –          | 36.9   | 9          |
| SPD                               | Sozialdemokratische Partei Deutschlands     | –       | –          | 10.4   | 2          |
| Gesamt                            | Gesamt                                      | 100     | 18         | 100    | 18         |
| Wahlbeteiligung                   | Wahlbeteiligung                             | 64,63 % | 64,63 %    | 64,5 % | 64,5 %     |

### Bürgermeister
Am 7. Mai 2006 wurde Michael Jürgen Bauer mit einer Mehrheit von 55,94 % der Stimmen im ersten Wahlgang als Nachfolger von Wolfgang J. Schneider zum Bürgermeister gewählt.
1892–1919: Josef Rilling

1919–1933: Eugen Rilling

1934–1940: Hugo Gaebele

1941–1945: Friedrich Huber (Amtsverweser)

1945:      Georg Seber (durch die Militärregierung eingesetzt)

1945–1947: Carl Faust (durch die Militärregierung eingesetzt)

1947–1948: Hermann Wolf (vom Gemeinderat gewählt)

1948–1978: Heinrich Ehrmann

1978–2006: Wolfgang J. Schneider

seit 2006: Michael Jürgen Bauer
Im März 2014 wurde Bauer mit 90,5 Prozent der Stimmen wiedergewählt. Im Mai 2022 wurde er mit 54,9 Prozent der Stimmen erneut wiedergewählt.

### Wappen und Flagge

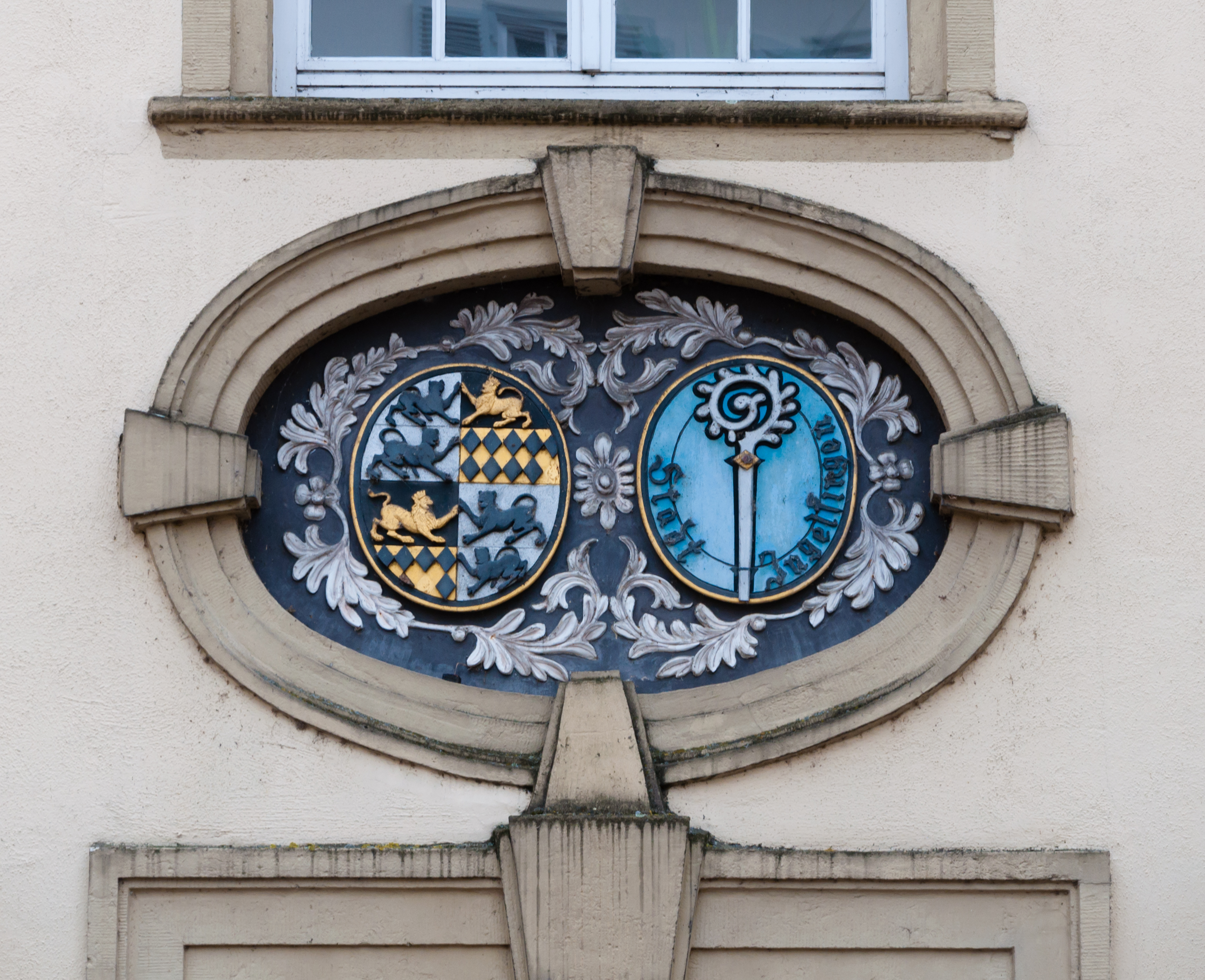
Ingelfinger Wappen am Neuen Schloss

Die Blasonierung des Ingelfinger Wappens lautet: „In Blau ein silberner Krummstab“. Die Stadtflagge ist Weiß-Blau.
Der Krummstab ist schon im ersten bekannten Siegel der Stadt enthalten, das aus dem 16. Jahrhundert überliefert ist, aber wahrscheinlich schon aus dem 15. Jahrhundert stammt. Der Stab wird als Hinweis auf den Heiligen Nikolaus als Patron der Stadtkirche verstanden, soll aber auch auf Verbindungen zum Stift Comburg hinweisen. Die Krümme des Stabs wurde im 19. Jahrhundert und noch bis etwa 1920 mit der Öffnung nach links dargestellt. Ein Gemeinderatsbeschluss vom 10. April 1956 bestätigte die heutige Form des Wappens.

### Städtepartnerschaft
Ingelfingen unterhält seit 1991 eine Städtepartnerschaft mit der französischen Gemeinde Saint-Héand (Département Loire) in der Nähe von Saint-Étienne.

## Wirtschaft und Infrastruktur
Ingelfingen ist eine Weinbaustadt, deren Lagen zur Großlage Kocherberg im Bereich Kocher-Jagst-Tauber gehören. Es liegt an der Württemberger Weinstraße. Die Rebflächen werden teilweise von den Mitgliedern der Kochertalkellerei sowie von Selbstvermarktern bewirtschaftet. Eine größere brachliegende Fläche in unmittelbarer Nähe der Ruine Lichteneck wurde unter Initiative und Finanzierung des ortsansässigen Unternehmers Fritz Müller kürzlich neu angelegt.

### Verkehr
Wichtigste Verkehrsverbindung für die Stadt Ingelfingen ist die Kochertalstraße (L 1045), die sie von Niedernhall im Westen kommend nach Osten durchquert in Richtung Künzelsau. Quer zu dieser Achse führt wenig östlich des Stadtzentrums die Bundesstraße 19 von Bad Mergentheim im Norden über Künzelsau in Richtung Süden nach Schwäbisch Hall. Über diese beiden Straßen ist die Anschlussstelle Kupferzell der A 6 Heilbronn-Nürnberg 14 km entfernt und der nächste Bahnanschluss in Waldenburg 15 km.
Die ehemalige Kochertalbahn durch Ingelfingen (von Waldenburg bis Forchtenberg) ist stillgelegt und die Trasse großteils zurückgebaut. Der Personenverkehr wurde am 30. Mai 1981 zugunsten des Nahverkehrsmodells Hohenlohekreis (eines Pilotprojektes für Omnibusnetze im ländlichen Raum) eingestellt; die Einstellung des Güterverkehrs erfolgte am 15. Mai 1991.
Einige Buslinien des Nahverkehrs Hohenlohekreis (NVH) verbinden seither die Stadt mit den Nachbarorten sowie den Mittelzentren Künzelsau, Öhringen und Bad Mergentheim.
Der Kocher-Jagst-Radweg verläuft als touristischer Landes-Radfernweg durch Ingelfingen. Er ist ein Rundkurs entlang der beiden Flüsse Kocher und Jagst zwischen Bad Friedrichshall und einer Querverbindung zwischen den Tälern bei Aalen (Stadtteil Unterkochen) und Lauchheim. Auf derselben Trasse verläuft der Württemberger Weinradweg durch die Stadt. In Künzelsau zweigt er vom Kochertal ab und führt über den Ingelfinger Stadtteil Stachenhausen ins Jagsttal nach Altkrautheim (Stadt Krautheim). Insgesamt führt er von Rottenburg am Neckar nach Niederstetten.
Auf der Gemarkung von Ingelfingen liegen der Flugplatz Ingelfingen-Bühlhof (privat) und das Segelfluggelände Hermuthausen (Vereins-Fluggelände); die nächsten Verkehrslandeplätze Niederstetten und Schwäbisch Hall-Hessental sind beide rund 30 Kilometer entfernt.

### Ansässige Unternehmen
Ingelfingen hat heute mehrere bedeutende Industriebetriebe (Steuerungstechnik, Herstellung und Vertrieb von Montageteilen)
- BTI Befestigungstechnik, ein zur Albert Berner Holding gehörendes Unternehmen, mit rund 1000 Arbeitsplätzen.[17]
- Bürkert Fluid Control Systems, mit rund 2400 Mitarbeitern weltweit.[18]
- Reisser Schraubentechnik, das zur Würth-Gruppe gehört, mit rund 220 Mitarbeitern.
- Gemü-Gruppe, mit über 1800 Mitarbeitern weltweit, davon etwa 1100 in Deutschland.[19]

## Kultur und Sehenswürdigkeiten

### Bauwerke
Das sehenswerte 1705 bis 1712 errichtete Neue Schloss der Grafen und seit 1764 Fürsten zu Hohenlohe-Ingelfingen befindet sich seit 1962 im Besitz der Stadt und dient seit der Sanierung 1984/1985 als Rathaus.
Im November 2013 wurde das 1625 bis 1627 erbaute Alte Schloss von der Denkmalstiftung Baden-Württemberg als „Denkmal des Monats“ ausgezeichnet.
Besichtigungswürdig sind der Schwarze Hof, ein bemerkenswertes Stadtadelshaus, und das Muschelkalkmuseum Hagdorn.
Die evangelische Nikolauskirche wurde um 1500 erbaut. Ihr Chor weist ein kunstvolles gotisches Netzgewölbe auf.
Die Burgruine Lichteneck ist der erhaltene Rest einer um 1250 von Kraft von Boxberg erbauten Burg, die im 15. Jahrhundert zerstört wurde.
Das Ingelfinger Fass gilt als zweitgrößtes Holzfass Europas und beherbergt ein Weinbaumuseum.
Das Fachwerkhaus Schmiedgasse 15 wurde laut einer dendrochronologischen Untersuchung um 1295 erbaut und ist damit eines der ältesten erhaltenen Häuser in Deutschland.

## Persönlichkeiten

### Söhne und Töchter der Stadt
- Friedrich Ludwig Fürst zu Hohenlohe-Ingelfingen (1746–1818), preußischer General und hohenlohischer Fürst
- Johann Gottfried Eichhorn (1752–1827), Orientalist, Historiker, Theologe und Hochschullehrer
- Friedrich Karl Wilhelm von Hohenlohe-Ingelfingen (1752–1815), Feldmarschall-Leutnant, Fürst von Hohenlohe-Ingelfingen
- Johann Casimir Josef Berger (1770–1846), Stadtschultheiß und Landtagsabgeordneter
- Friedrich Rampold (1800–1852), Mediziner und Arzt am Krankenhaus in Esslingen
- Karl Mögling (1868–1920), geboren in Dörrenzimmern, württembergischer Oberamtmann
- Otto Kirschmer (1898–1967), Physiker und Hochschullehrer
- Georg Fahrbach (1903–1976), Funktionär in der deutschen, später auch europäischen Wander- und Naturschutzbewegung. Gebürtig aus Criesbach, dessen Ehrenbürger er anlässlich seines 60. Geburtstages am 6. April 1963 wurde.
- Gerhart Becker (1923–1977), Architekt
- Friedrich Walter (1924–1985), Jurist, Staatsanwalt und Politiker (SPD)
- Eugen Egner (* 1951), Schriftsteller, Zeichner und Musiker

### Personen, die mit der Stadt in Verbindung stehen
- Hans Hagdorn (* 1949 in Schwäbisch Hall), Lehrer, Fossiliensammler und Paläontologe, wohnt in Ingelfingen und gründete das dortige Muschelkalkmuseum Hagdorn